# Caporegime
Caporegime (ou informalmente conhecido como capo ou capitão) é um membro de patente alta na hierarquia de uma família da máfia italiana. O caporegime está abaixo do subchefe, do Don (o chefe da família) e do Consigliere (o conselheiro). Na Máfia Americana, eles são todos homens feitos (iniciados formalmente na máfia) que lideram um grupo de soldados e associados. Dentro da organização criminosa, eles são respeitados e temidos, tendo grande influência nas decisões tomadas dentro da família criminosa.